# Polystichum taizhongense
Polystichum taizhongense är en träjonväxtart som beskrevs av H. S. Kung. Polystichum taizhongense ingår i släktet Polystichum och familjen Dryopteridaceae. Inga underarter finns listade.